# أمير أباد (دهغلان)
أمير أباد (بالفارسية: امیرآباد) هي قرية تقع في قسم ايلان الشمالي الريفي (مقاطعة دهغلان) في إيران. يقدر عدد سكانها بـ 170 نسمة.